# IEEE Computational Intelligence Society
L'IEEE Computational Intelligence Society est une association professionnelle de l'Institute of Electrical and Electronics Engineers (IEEE) qui se concentre sur « la théorie, la conception, l'application et le développement de paradigmes computationnels biologiquement et linguistiquement motivés mettant l'accent sur les réseaux neuronaux, les systèmes connexionnistes, les algorithmes génétiques, les algorithmes évolutionnistes, les systèmes intelligents flous et les systèmes intelligents hybrides dans lesquels ces paradigmes sont contenus ».

## Histoire
La société a été formée comme le IEEE Neural Networks Council le 17 novembre 1989 avec des représentants de douze sociétés IEEE différentes. Le 21 novembre 2001, l'IEEE Neural Networks Council est devenu l'« IEEE Neural Networks Society ». En novembre 2003, celle-ci a changé son nom pour « IEEE Computational Intelligence Society ».

## Publications
L'IEEE Computational Intelligence Society publie trois revues scientifiques revues par des pairs :
- IEEE Transactions on Neural Networks and Learning Systems ;
- IEEE Transactions on Fuzzy Systems (en) ;
- IEEE Transactions on Evolutionary Computation (en).

La société coparraine également les publications suivantes :
- IEEE Transactions on Autonomous Mental Development ;
- IEEE/ACM Transactions on Computational Biology and Bioinformatics (en) ;
- IEEE Transactions on Computational Intelligence and AI in Games ;
- IEEE Transactions on NanoBioscience (en) ;
- IEEE Transactions on Information Forensics and Security (en) ;
- IEEE Transactions on Affective Computing ;
- IEEE Transactions on Smart Grid.

La société appuie également les transactions suivantes :
- IEEE Transactions on Nanotechnology ;
- IEEE Systems Journal.

La société publie également un magazine, Computational Intelligence Magazine et parraine une série de livres sur l'intelligence computationnelle.

## Éducation
Afin de promouvoir la diffusion des connaissances en intelligence computationnelle, des tutoriels multimédias sont développés et distribués ; des cours et des écoles d'été sont aussi soutenus. Pour aider la recherche et l'échange d'étudiants diplômés, surtout au niveau international, des bourses de recherche d'été sont offertes.
De nouvelles initiatives couvrent les besoins de l'école secondaire à la formation continue afin de servir la communauté de l'intelligence computationnelle et toutes les personnes intéressées par l'intelligence computationnelle et ses applications. Parmi ces activités prévues, on peut citer : des concours de jeux pour étudiants, des programmes d'éducation préuniversitaire, l'élaboration de suggestions de programmes universitaires, des programmes de formation continue (en particulier pour les gens de l'industrie) et la création d'archives éducatives.

## Conférences
La société parraine et coparraine un certain nombre de congrès scientifiques internationaux,, tels que le CIBB (International Meeting on Computational Intelligence Methods for Bioinformatics and Biostatistics (en), en français : « réunion internationale sur les méthodes d'intelligence computationnelle pour la bio-informatique et la biostatistique ») et la IEEE Conference on Computational Intelligence and Games (conférence de l'IEEE sur l'intelligence computationnelle et les jeux), une série de conférences annuelles sur l'intelligence artificielle et l'intelligence computationnelle dans les jeux.

## Prix
Les prix de l'IEEE Computational Intelligence Society reconnaissent d'excellentes réalisations et d'excellents bénévoles dans le domaine.
- IEEE Frank Rosenblatt Award (en) ;
- Neural Networks Pioneer Award ;
- Fuzzy Systems Pioneer Award ;
- Evolutionary Computation Pioneer Award ;
- Meritorious Service Award ;
- IEEE Transactions on Neural Networks and Learning Systems Outstanding Paper Award ;
- IEEE Transactions on Fuzzy Systems Outstanding Paper Award ;
- IEEE Transactions on Evolutionary Computation Outstanding Paper Award ;
- IEEE Transactions on Autonomous Mental Development Outstanding Paper Award ;
- IEEE Transactions on Computational Intelligence and AI in Games Outstanding Paper Award ;
- Computational Intelligence Magazine Outstanding Paper Award ;
- Outstanding Chapter Award ;
- Outstanding PhD Dissertation Award ;
- Outstanding Organization Award and the Outstanding Early Career Award.

## Activités techniques
Les activités techniques de CIS couvrent de nombreuses technologies passionnantes en intelligence informatique (CI) et leurs applications dans une grande variété de domaines. CI vise à imiter la nature pour une résolution efficace des problèmes et les activités techniques de CIS favorisent la recherche scientifique, le développement technologique, les applications pratiques et la diffusion des connaissances en CI.
En outre, le CIS comprend le Comité des normes, qui traite des normes, des ensembles de données et des logiciels d'intérêt pour les personnes travaillant dans l'IC, et le Comité de transfert de technologie, qui encourage les transferts de technologies de l'IC vers l'industrie.